# 根奇

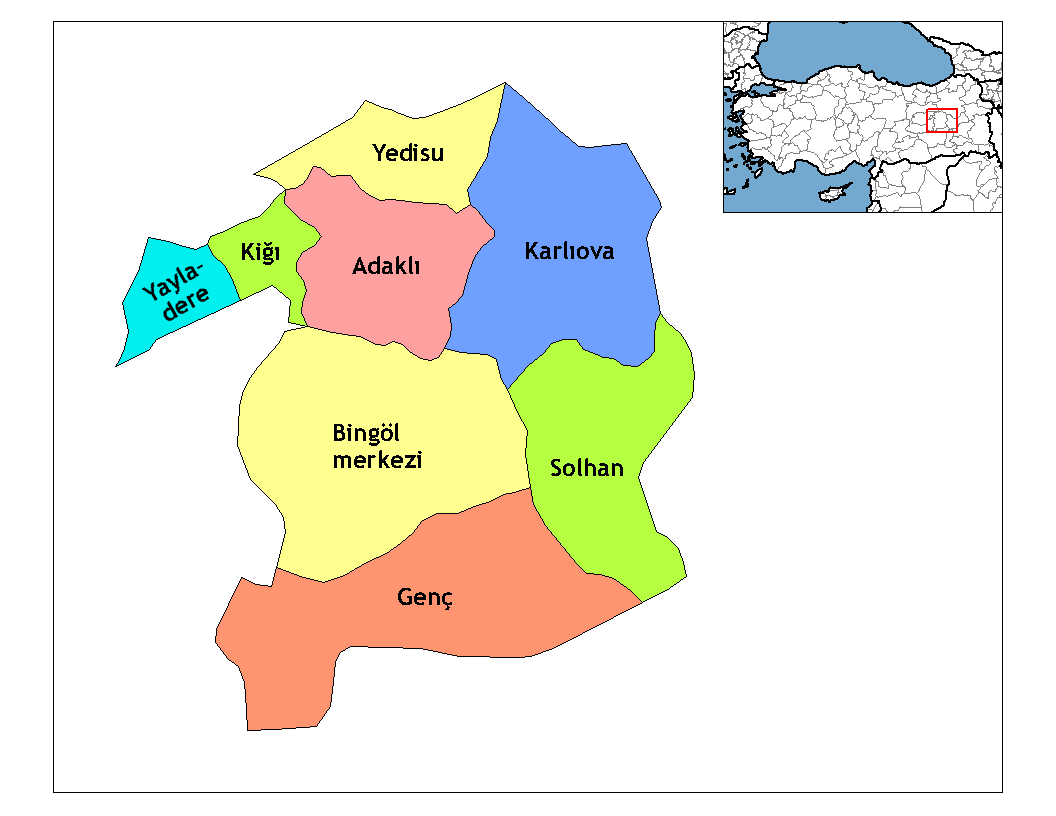

根奇是土耳其的城鎮，位於該國中東部，由賓格爾省負責管轄，面積1,712平方公里，海拔高度1,125米，2011年人口19,123，人口密度為每平方公里11人。

## 外部連結
- （土耳其文） official website of Genç governorment （页面存档备份，存于）
- （土耳其文） official website of the municipality of Genç （页面存档备份，存于）